# Polski Związek Emerytów, Rencistów i Inwalidów

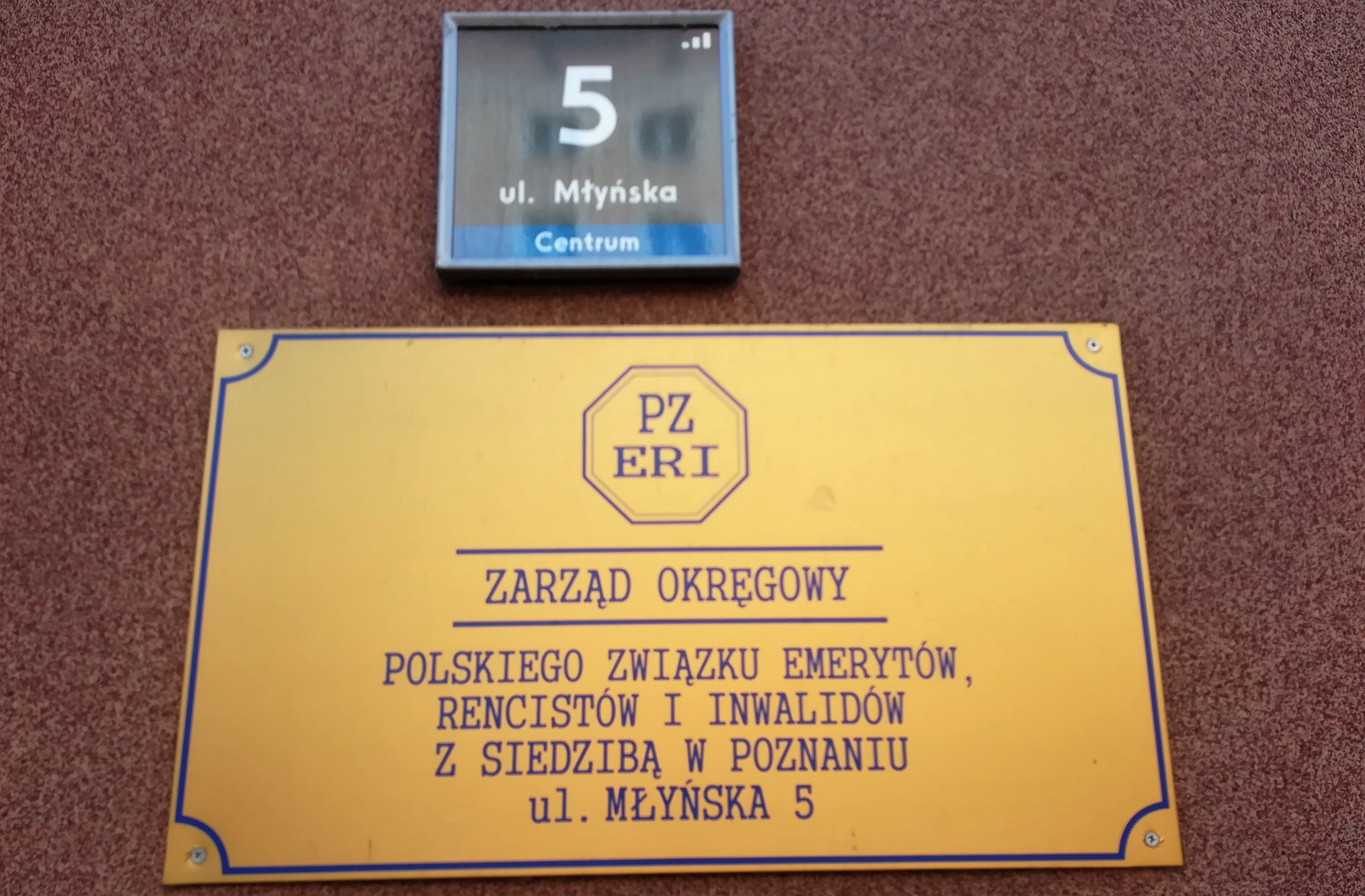
Siedziba Zarządu Okręgowego w Poznaniu

Polski Związek Emerytów, Rencistów i Inwalidów – powstały 5 czerwca 1975 r. w miejsce Zjednoczonego Związku Emerytów, Rencistów i Inwalidów, największy krajowy związek seniorów, działania organizacji obejmują: działalność socjalno-bytową, czy kulturalną. Organizacja posiada 2.600 kół, oddziałów i klubów. 
Stowarzyszenie o nazwie: „Polski Związek Emerytów, Rencistów i Inwalidów”, zwane  "Związkiem”,  działa  na  podstawie  przepisów  ustawy  Prawo o stowarzyszeniach (Dz. U. z 1989 r. Nr 20, poz. 104 z późniejszymi zmianami) oraz Statutu i posiada osobowość prawną. 
Zarząd Główny PZERiI w oparciu o uchwałę I Krajowego Zjazdu nadaje odznaczenie: Złotą Odznakę Honorową. Odznaczenie nadaje się: „zasłużonym działaczom związkowym oraz osobom fizycznym i prawnym spoza Związku” – „w dowód uznania zasług położonych dla rozwoju Związku i dla zaspokajania potrzeb socjalnych i kulturalnych jego członków”.
W latach 90. XX w. wchodził w skład koalicji wyborczej Sojusz Lewicy Demokratycznej.